# Grete Walter
Pour les articles homonymes, voir Walter.
Margarete Walter, dite Grete, née le 22 février 1913 à Berlin-Neukölln et morte le 21 octobre 1935 à Berlin-Kreuzberg, est une militante communiste et résistante allemande au nazisme.

## Biographie
Margarete Walter est la fille d'un cocher et d'une femme de chambre. Ses parents acquièrent ensuite une petite laiterie. Après son école de commerce, elle travaille comme vendeuse et commis. En 1928, elle rejoint les Ligue des jeunes communistes d'Allemagne (KJVD) et en 1930 le Parti communiste d'Allemagne. Elle cache ses choix politiques à sa famille en raison des idées de son père, propriétaire. Elle suit des cours d'éducation ouvrière marxiste et prend la direction d'un groupe de jeunes communistes à Berlin-Neukölln. Après son diplôme d'école de commerce, elle occupe un poste de commis commerciale chez Kathreiner (de), une entreprise d'épicerie en gros. Elle participe aux réunions du groupe d'entreprise communiste et reprend la rédaction du journal d'entreprise communiste Die Kathreiner Mühle. Quand la direction apprend ses activités, elle est licenciée et mise à l'index par l'association patronale, la laissant longtemps au chômage.
À partir de 1930, elle étudie à la demande du Comité central du KJVD à l École internationale Lénine du Komintern à Moscou. Après son retour, elle rejoint la direction du sous-district du KJVD Berlin-Neukölln. Elle supervise le mouvement des enfants communistes dans le quartier en tant que chef des Jeunes Pionniers Rouges. En 1933, elle est élue au Comité central du KJVD.
En 1932, elle aide à coordonner les jeunes sociaux-démocrates et communistes qui empêchent les provocateurs de la SA de gagner en influence sur les jeunes de Neukölln. Ses positions politiques et ses activités sont connues de ses amis mais aussi de ses adversaires. Après l'incendie du Reichstag le 28 février 1933, elle est parmi les premières femmes à être arrêtées à Berlin. Malgré l'interrogatoire accompagné de coups et de tortures, elle refuse de parler.
Après sa libération, elle travaille à l'usine de câbles AEG Oberspree à Berlin. Un groupe illégal de jeunes se forme et publie le journal Das Rote Kabel qui expose l'hypocrisie et les mensonges de la propagande nazie. Walter distribue secrètement le journal d'entreprise communiste dans les placards et sur les établis, critique les mesures antisociales et défend les collègues licenciés en raison de leur origine juive. Au printemps 1934, elle est à nouveau arrêtée, mais la Gestapo ne parvient pas à prouver ses activités de résistance. Grâce à la solidarité de ses collègues, Walter, elle peut démentir les accusations et poursuivre son travail « illégal ».
Au printemps 1935, elle est enrôlée dans les travaux agricoles et envoyée à Wahlendow près de Wolgast (district d'Anklam). Elle est choisie pour être la « demoiselle de confiance » des travailleuses forcées et veille au respect des temps de travail, d'un logement raisonnable et d'une nourriture suffisante. Lors de conversations avec les autres filles, elle exprime ouvertement son rejet du régime nazi.
Le 9 octobre 1935, elle est arrêtée pour la troisième fois : après avoir subi des brutalités au siège de la Gestapo à Berlin, elle se donne la mort en se jetant du troisième étage du no 8 de la Prinz-Albrecht-Strasse.